# 부여부
부여부는 발해 15부중 하나로 거란도에 속했다. 현재 치소는 지린성 창춘시 눙안 현의 부여고성이다.

## 연혁

### 부여
인근인 유수시에서 초기 부여 지배층의 고분군인 유수노하심 유적이 발굴되었기 때문에 부여의 첫 수도로 보기도 하지만 첫 수도가 지린시였다가 이곳으로 천도했다고 추정하는 설이 존재하나, 부여의 수도급 도시였다는 것은 부정할 수 없다.

### 고구려
494년 장수왕대에 부여가 무너지고 나서 부여성은 고구려의 북방거점이 되어 천리장성의 최동단지점이 되었다. 고구려-당 전쟁막바지인 668년쯤에 당군에게 공격당하긴 했지만 당에 굴복하지 않고 고구려부흥운동을 주도했다.(삼국사기 지리지)

### 발해
발해 건국 이후 재건되어 부여부가 설치되었다. 창춘시, 랴오위안시, 쓰핑시, 랴오닝성 시펑 현 (톄링 시), 창투 현일대에 설치된 것으로 보인다. 거란과의 무역로인 거란도에 속해서 거란의 침공에 대해 수도 상경 용천부를 지키는 거점 역할을 했다. 그러나 926년 야율아보기 휘하의 거란군이 이 성을 통해 발해를 침공했을 때 부여성주가 왕위다툼에 가담하기 위해 상경으로 도망가는 악재로 인해 결국 무너지고, 상경성까지 거란군에 속수무책으로 당하면서 발해는 멸망하고 만다.

### 요나라
용주 황룡부로 이름이 바뀌었으며, 요동과 함께 여진을 견제하는 군사적 거점역할을 하였다. 치소가 1020년까지 쓰핑시였다가 다시 눙안 현으로 옮겨졌다. 당시는 창춘시, 더후이 시일대도 통치한듯 하다.

### 금나라
농안부로 이름이 바뀌었다. 상경로에 속해있었는데, 금이중경로로 수도를 옮기면서 회령부와 함께 버려졌다. 당시 속한 지역으로는 주타이시, 눙안현, 더후이시, 푸위시 일대를 통치한 것으로 보인다.

### 원나라이후
다시 황룡부로 돌아간듯 하나 원이 무너지고 청이 봉금령을 내린것으로 인해 19세기 말 창춘시가 세워질 때까지 버려진 것으로 보인다.